# Upsilon1 Cassiopeiae
Upsilon1 Cassiopeiae (26 Cassiopeiae) é uma estrela na direção da constelação de Cassiopeia. Possui uma ascensão reta de 00h 55m 00.19s e uma declinação de +58° 58′ 22.1″. Sua magnitude aparente é igual a 4.83. Considerando sua distância de 406 anos-luz em relação à Terra, sua magnitude absoluta é igual a −0.65. Pertence à classe espectral K2III.